# Silva Hakobjan
Silva Hakobjan (armeniska: Սիլվա Հակոբյան), född 23 oktober 1988 i Vajk, är en armenisk sångerska. År 2006 vann hon BBC-tävlingen "Next Big Thing".
Hakobjan föddes i staden Vajk som ligger i marzen Vajots Dzor i södra Armenien. Hon har framträtt sedan 4 års ålder. År 2006 ställde hon med låten "I Like" upp i BBC-tävlingen "Next Big Thing". Låten komponerades av hennes syster Mane och producerades av hennes bror Edgar. I konkurrens med över 2000 bidrag lyckades hon vinna tävlingen.

## Diskografi

### Singlar
- 2006 – I Like
- 2008 – Tnic paxel em
- 2009 – Gisjer
- 2009 – Qone tjem
- 2009 – Qezanic heto
- 2010 – Chatjik vatjik
- 2011 – Sasna par
- 2012 – Usjatjel em
- 2012 – Mrutik
- 2012 – Don't Apologize (feat. Two Guyz)